# Przeradowo
Przeradowo – wieś solecka w Polsce położona w województwie mazowieckim, w powiecie makowskim, w gminie Szelków. Leży nad rzeką Orzyc.
| SIMC    | Nazwa  | Rodzaj    |
| ------- | ------ | --------- |
| 0521325 | Wygoda | część wsi |

Wieś szlachecka położona była w drugiej połowie XVI wieku w powiecie makowskim ziemi różańskiej. W latach 1975–1998 miejscowość administracyjnie należała do województwa ostrołęckiego.
Wierni kościoła rzymskokatolickiego należą do parafii św. Wojciecha w Zambskach Kościelnych.